# موری جونز (بازیکن فوتبال )
موری جونز (انگلیسی: Murray Jones؛ زادهٔ ۷ اکتبر ۱۹۶۴) بازیکن فوتبال اهل بریتانیا است.
از باشگاه‌هایی که در آن بازی کرده‌است می‌توان به باشگاه فوتبال ساتون یونایتد، باشگاه فوتبال کرویدون، باشگاه فوتبال اکستر سیتی، باشگاه فوتبال گوانگدونگ وینروی، باشگاه فوتبال برنتفورد، باشگاه فوتبال فارن‌بورو، باشگاه فوتبال ساوتند یونایتد، باشگاه فوتبال گریمزبی تاون، باشگاه فوتبال دونکستر راورز، باشگاه فوتبال ولینگ یونایتد، باشگاه فوتبال کریستال پالاس، باشگاه فوتبال سیتینگبورو، باشگاه فوتبال کارشالتون اتلتیک و باشگاه فوتبال بریستول سیتی اشاره کرد.